# Joaquin Miller
Joaquin Miller (egentligen Cincinnatus Heine Miller), född den 8 september 1841 i staten Indiana, död den 18 februari 1913 nära San Francisco, var en nordamerikansk skald. 
Miller utvandrade vid 16 års ålder till Kalifornien, där han genomgick många äventyr, tog 1860 anställning vid en advokatbyrå i Oregon, blev 1866 grevskapsdomare och var verksam som tidningsman på olika håll. Han utgav 1871 Songs of the Sierras, dikter, som, enligt Nordisk familjebok, "genom gripande energi, vild egendomlighet och färgprakt väckte ofantligt uppseende". På dem följde Pacific poems (samma år), Songs of the sunlands (1873), Songs of far away lands (1878), Songs of Italy (samma år) med flera samlingar. På prosa författade Miller bland annat  Life among the modocs: unwritten history (1873), romanerna The one fair woman (1876) och The Danites of the Sierras (1881) med mera. Millers samlade verk utgavs 1902 ff.